# Malanea dichotoma
Malanea dichotoma är en måreväxtart som beskrevs av Achille Richard. Malanea dichotoma ingår i släktet Malanea och familjen måreväxter.
Artens utbredningsområde är Kuba. Inga underarter finns listade i Catalogue of Life.